# كالفين دين
كالفين دين (بالإنجليزية: Calvin Dean) هو ممثل بريطاني، ولد في 21 مايو 1985 بترورو في المملكة المتحدة.

## وصلات خارجية
- كالفين دين على موقع IMDb (الإنجليزية)
- كالفين دين على موقع قاعدة بيانات الفيلم (الإنجليزية)